# Comps-sur-Artuby
Comps-sur-Artuby is een gemeente in het Franse departement Var (regio Provence-Alpes-Côte d'Azur) en telt 320 inwoners (2004). De plaats maakt deel uit van het arrondissement Draguignan.

## Geografie
De oppervlakte van Comps-sur-Artuby bedraagt 68,0 km², de bevolkingsdichtheid is 4,7 inwoners per km².
De onderstaande kaart toont de ligging van Comps-sur-Artuby met de belangrijkste infrastructuur en aangrenzende gemeenten.

## Demografie
Onderstaande figuur toont het verloop van het inwonertal (bron: INSEE-tellingen).